# Toulouse sous les Wisigoths
L'histoire de Toulouse sous les Wisigoths est une des périodes les plus mal connues de la ville. À la suite des invasions barbares du Ve siècle, qui entraînent l'effacement, puis la disparition de l'empire romain d'Occident, la cité gallo-romaine de Tolosa, cité provinciale de moyenne importance, devient la capitale du royaume que fondent les Wisigoths entre le sud de la Gaule et l'Espagne.

## Des invasions barbares au royaume wisigoth

### Les invasions barbares de 407
En 407, plusieurs peuples germains – Vandales, Suèves, Alains et Burgondes –, venus de la vallée de la Tisza et de la Silésie, chassés par les Huns, franchissent le Rhin. Les Francs, qui défendent la frontière de l'empire romain d'Occident, ne peuvent empêcher leur passage et plusieurs villes de la Gaule sont prises et mises à sac. En septembre ou octobre 409, les Vandales, les Suèves et les Alains descendent vers le sud de la Gaule afin de passer en Espagne. C'est donc entre 407 et 409 que Toulouse est assiégée par des forces vandales. C'est, selon le moine Jérôme de Stridon, l'intervention de l'évêque de la cité, Exupère, qui aurait permis à la ville d'être épargnée. La présence de la tombe d'un guerrier vandale, au nord de la ville romaine (emplacement de l'actuel no 14 rue Léonce-Castelbou), témoignerait de ce siège.

### L'installation des Wisigoths à Toulouse
En 410, après le sac de Rome, les Wisigoths, dirigés par Athaulf sont encouragés à intervenir dans le sud de la Gaule afin de combattre l'usurpateur Jovin. En 413, à la suite d'un désaccord avec l'empereur romain d'Occident, Flavius Honorius, ils occupent les principales cités du sud de la Gaule – Narbonne, Toulouse et Bordeaux –, occupant la Narbonnaise, l'Aquitaine première et seconde, et la Novempopulanie. En décembre 414, Athaulf prend Barcelone, mais il est assassiné en août 415. C'est son frère, Wallia, qui entreprend des négociations avec l'empereur Flavius Honorius. Il se met au service du général romain Constance et il combat les Vandales, les Suèves et les Alains installés en Espagne.
En 418, Wallia et Flavius Honorius signent un foedus, un traité qui donne aux Wisigoths le statut de peuple fédéré des Romains et leur octroie un vaste territoire : les cités de Poitiers, Saintes, Angoulême, Périgueux, Bordeaux et Agen, en Aquitaine seconde, et Toulouse en Narbonnaise. Le droit est par la suite étendu, par Constance, à l'ensemble de la Novempopulanie. C'est donc sur ce vaste territoire que s'installe une population de 80 à 100 000 personne,, probablement selon le principe de l'hospitalitas, prescrit par le code de Théodose de 398. Les Wisigoths reçoivent des terres à cultiver prises sur les friches, sur les domaines appartenant au fisc impérial et, peut-être aussi, sur les terres du domaine privé. En revanche, il est peu probable qu'ils aient perçu l'impôt, cette prérogative restant celle de l'administration impériale.

### Le royaume fédéré des Wisigoths
La même année, à la suite de la mort de Wallia, les Wisigoths se choisissent pour roi Théodoric Ier. Il respecte les termes du foedus de 418 et il combat en 422 aux côtés des armées romaines du général et patrice Castinus contre les Suèves. En 436, il s'empare de Narbonne et l'occupe pendant plus d'un an, mais il en est chassé par le général romain Litorius, qui seconde Aetius dans sa lutte contre les Wisigoths. En 438, il est battu à la bataille du Mont des Couleuvres. En 439, Litorius fait le siège de Toulouse (en) avec d'importantes troupes romaines soutenues par des auxiliaires huns. Théodoric, qui redoute l'affrontement, envoie comme ambassadeur l'évêque d'Auch, Orens, auprès de Litorius. Finalement, au cours d'une attaque mal préparée, Litorius est capturé et, probablement dans les jours suivants, exécuté, tandis que les armées romaines lèvent le siège. Avitus, préfet du prétoire des Gaules, négocie la paix avec Théodoric.
Le règne de Théodoric II est marqué par la continuation d'une politique d'alliance avec le pouvoir romain. Le roi n'hésite pas non plus à intervenir directement dans la politique impériale. En 455, alors que le maître de la milice, Avitus, un noble gallo-romain, est en mission diplomatique à Toulouse auprès de Théodoric II, l'empereur Pétrone Maxime est renversé à la suite de la prise de Rome par une coalition des Vandales et des Alains de Genséric. Théodoric II en profite pour proposer la pourpre à Avitus, proclamé empereur après l'accord d'une réunion de sénateurs gallo-romains à Ugernum. Il s'entoure d'une garde composée de Wisigoths et choisit pour l'un d'eux comme maître de la milice, Remistus. En 462, Théodoric II s'empare de Narbonne, qui lui est livrée sans combattre par le comte Agrippinus, très probablement avec l'accord de Ricimer, maître de la milice qui exerce une autorité sur l'empereur Sévère III. Il se porte également en Espagne avec ses troupes, à la demande de l’empereur, pour contenir les Suèves et reconquérir une grande partie de la péninsule Ibérique.

### Un royaume indépendant

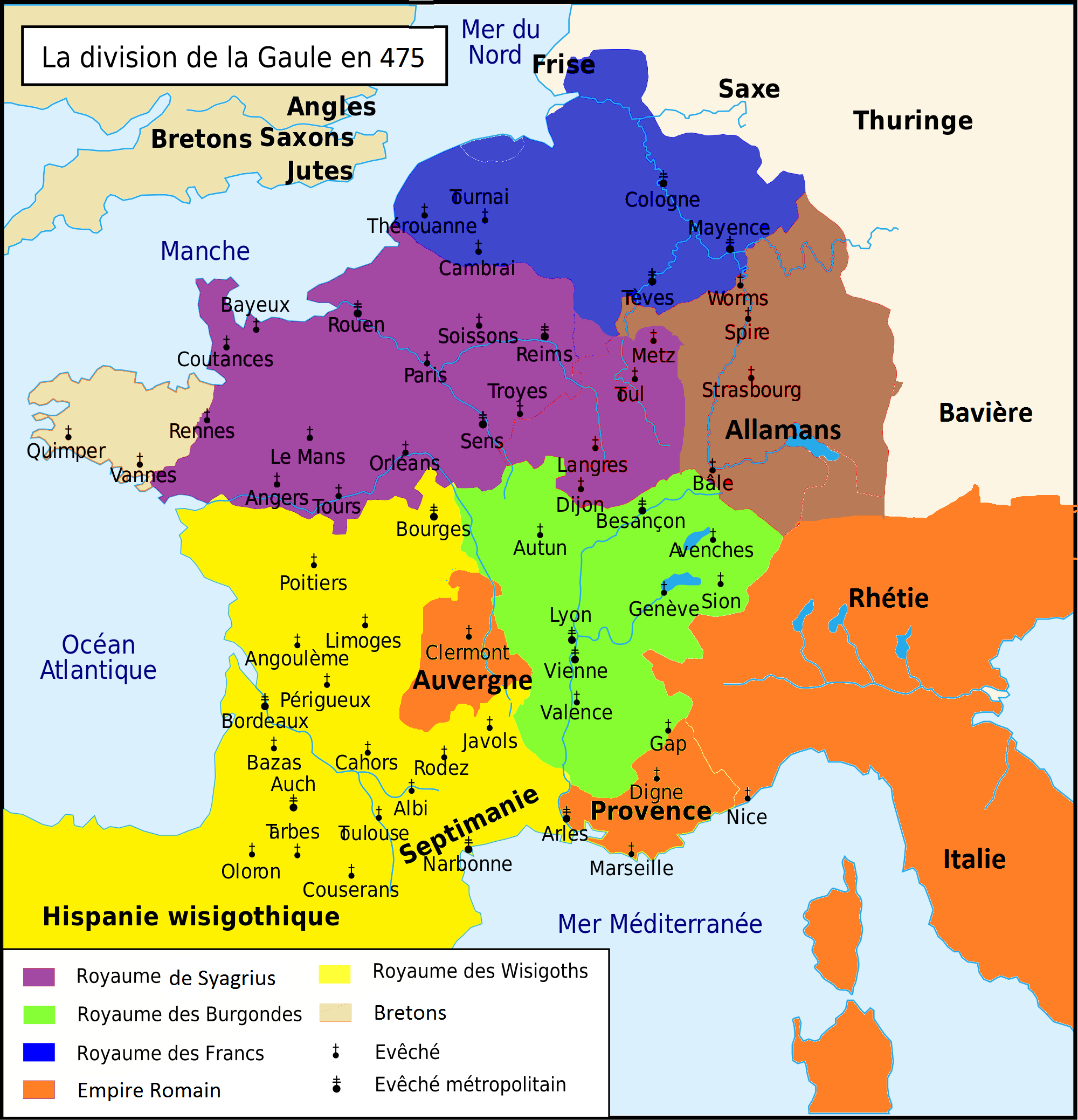
La situation géopolitique des Gaules en 475.

À partir de 470, la grave crise du pouvoir impérial est mise à profit par Euric. Tout en restant officiellement un fédéré des Romains, il cherche à augmenter les territoires placés sous sa responsabilité. À partir de 471, il se tourne en particulier vers l'Auvergne, où l'évêque de Clermont, Sidoine Apollinaire, et son beau-frère, Ecdicius, mettent la ville de Clermont en défense contre les incursions wisigothiques. En 473, les Wisigoths pénètrent en Provence, prenant Arles et Marseille. En 475, l'empereur Julius Nepos conclut un traité par lequel il reconnaît l'autorité d'Euric sur l'Espagne et sur la Gaule jusqu'au Rhône et à la Loire, lui cédant l'Auvergne en échange de la paix en Provence.
Finalement, en 476, la déposition du dernier empereur romain d'Occident, Romulus Augustule, par l'armée d'Odoacre marque la fin de l'empire romain d'Occident. Dès lors, les royaumes fédérés prennent leur indépendance. Les enclaves romaines sont soumises par les rois germains ː au nord du royaume wisigoth, le territoire dominé par le général romain Syagrius – parfois désigné comme le « royaume de Soissons » – est soumis en 486 par les Francs de Clovis.

### Les guerres franco-wisigothiques

Avancées franques et ostrogothes en Aquitaine entre 507 et 509.

En 507, à la bataille de Vouillé, les Wisigoths sont vaincus par les Francs. En 508, après la prise de Bordeaux, une armée de Francs et de Burgondes se dirige sur la capitale wisigothique, Toulouse. La ville est prise et incendiée : c'est à cette occasion que Volusien, ancien évêque de Tours, aurait, selon sa Vita rédigée à la fin du XIe siècle, été sorti de la prison où l'aurait jeté le roi Alaric II, mené à Pamiers et exécuté,.
Toulouse devient malgré tout la pointe avancée de l'influence franque dans le Midi. Dans les années suivantes, les conquêtes franques s'étendent à la Novempopulanie à l'ouest, au Quercy, à l'Albigeois et au Rouergue au nord, et au Lauragais à l'est. Seule la Septimanie reste aux mains des Wisigoths, dont la capitale est déplacée à Barcelone, puis à Tolède.

## L'évolution urbaine

### Les transformations de la ville
La ville gallo-romaine de Tolosa connaît des évolutions, dans le prolongement de celles qu'elle connaît depuis le IIIe siècle. Il existe, d'une part, des signes de rétrécissement. Ainsi, le cardo maximus, qui forme le principal axe nord-sud de la ville, est peu à peu réduit par la multiplication des constructions qui empiètent sur son tracé et, après la fin du Ve siècle, son revêtement n'est plus entretenu. La réduction de la taille des voies, par l'empiètement de nouveaux bâtiments, est d'ailleurs un phénomène qui se retrouve dans d'autres lieux de la ville.
Au cœur de l'ancienne ville gallo-romaine, le forum et le temple capitolin sont profondément transformés au tournant des IVe et Ve siècles. Le temple, qui a perdu sa vocation cultuelle à la suite de l'interdiction des cultes païens dans l'empire romain, est méthodiquement démoli et ses matériaux récupérés : seul le podium du temple semble alors subsister. Puis, au cours du Ve siècle, de nouvelles constructions, bâties en matériaux légers tels que le bois, sont construites. Le portique du forum disparaît à la même époque. Enfin, le réseau d'égouts n'est plus entretnu et, à la fin du Ve siècle, seul l'égout principal, sous le cardo maximus, semble fonctionner encore.
En revanche, le quartier à l'est de la ville, près de la porte orientale du rempart et du centre cultuel métropolitain – le groupe épiscopal formé autour de l'église métropolitaine (actuelle cathédrale Saint-Étienne, no 1 place Saint-Étienne) –, connaît un fort développement : il s'agit d'ailleurs d'un quartier qui ne semble pas avoir été occupé avant le IVe siècle et de nouvelles rues y sont tracées, parallèlement aux axes plus anciens du cardo et du decumanus maximus. Des thermes sont même élevés le long d'un nouveau cardo secondaire (emplacement de l'actuelle place Saint-Étienne) : il s'agit d'un petit établissement, qui compte tout de même un frigidarium, un tepidarium et un caldarium. Un autre signe de l'activité économique de ce quartier neuf est la présence d'un four de potier.
Pour ce qui est de la qualité des constructions, le constat est celui d'un intense remploi des matériaux – brique et pierre – de bâtiments plus anciens. Ainsi, aux IVe et Ve siècles, le bâti associe la brique de récupération et les galets, liés par de la terre. les bâtiments publics les plus importants, tels que le palais royal et la basilique funéraire (actuelle église Saint-Pierre-des-Cuisines, no 12 rue de la Boule) sont en revanche bâties en pierre.

### Une ville capitale
Les rois wisigoths font de Toulouse la capitale de leur vaste royaume. Dans une ville qui compte probablement 20 à 30 000 habitants, la communauté wisigothique compte plusieurs centaines de personnes, soit moins de 5 % de la population totale. Ils forment le personnel de la cour qui entoure les rois.
C'est au nord-ouest de la ville romaine qu'ils installent le siège de leur pouvoir : un vaste palais royal, construit entre le rempart antique de la ville et la Garonne, à proximité du gué du Bazacle, ainsi qu'une chapelle palatine (actuelle basilique Notre-Dame-de-la-Daurade, no 1 place de la Daurade), mais aussi, hors des remparts, mais à proximité immédiate, une basilique funéraire (actuelle église Saint-Pierre-des-Cuisines, no 12 rue de la Boule), voir un monument funéraire de la famille royale (emplacement de l'actuelle École d'économie de Toulouse, no 1 place de l'Université).

#### Le palais royal

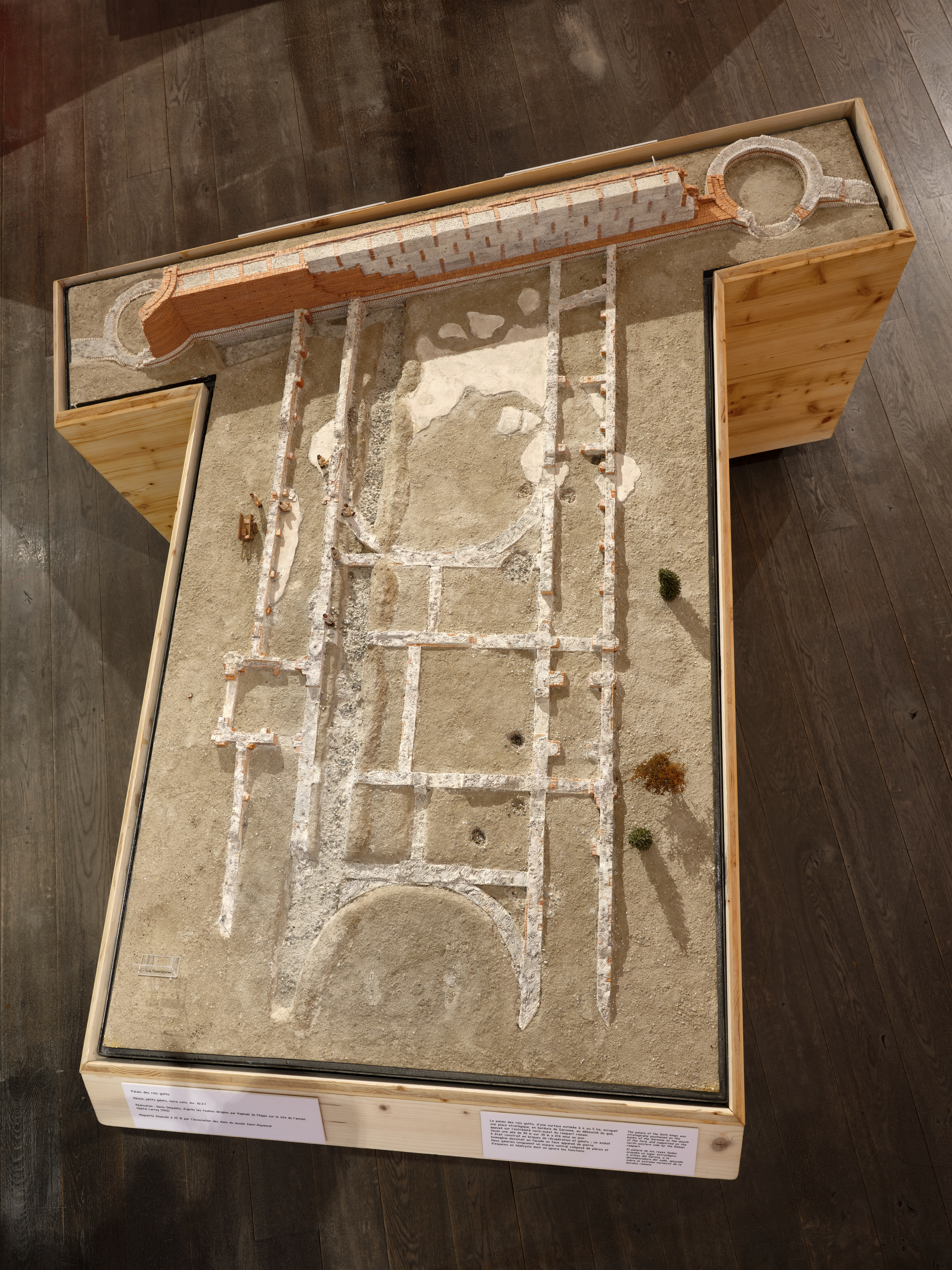
Maquette des vestiges du palais des rois wisigoths (musée Saint-Raymond).

C'est au cours du Ve siècle que les rois wisigoths font construire leur palais dans la ville. Il est implanté au nord-ouest de la ville et s'appuie sur le rempart du Ier siècle. Il s'agit d'un vaste édifice de 90 mètres de long et de 29,50 mètres de large. De part et d'autre de l'entrée se trouvent des galeries de 30 mètres de long et de 4,20 mètres de large. De chaque côté du corps central, les galeries encadrent deux espaces de 50 mètres carrés, ainsi qu'une espace plus vaste, de 475 mètres carrés, non couverts et dont le sol est en mortier de sable et de chaux – peut-être des cours intérieures.
Il s'agit probablement de la façade occidentale d'un palais qui s'étend sur une plus grande superficie, particulièrement vers l'est et le vers le sud, au bord de la Garonne.

#### La chapelle palatine

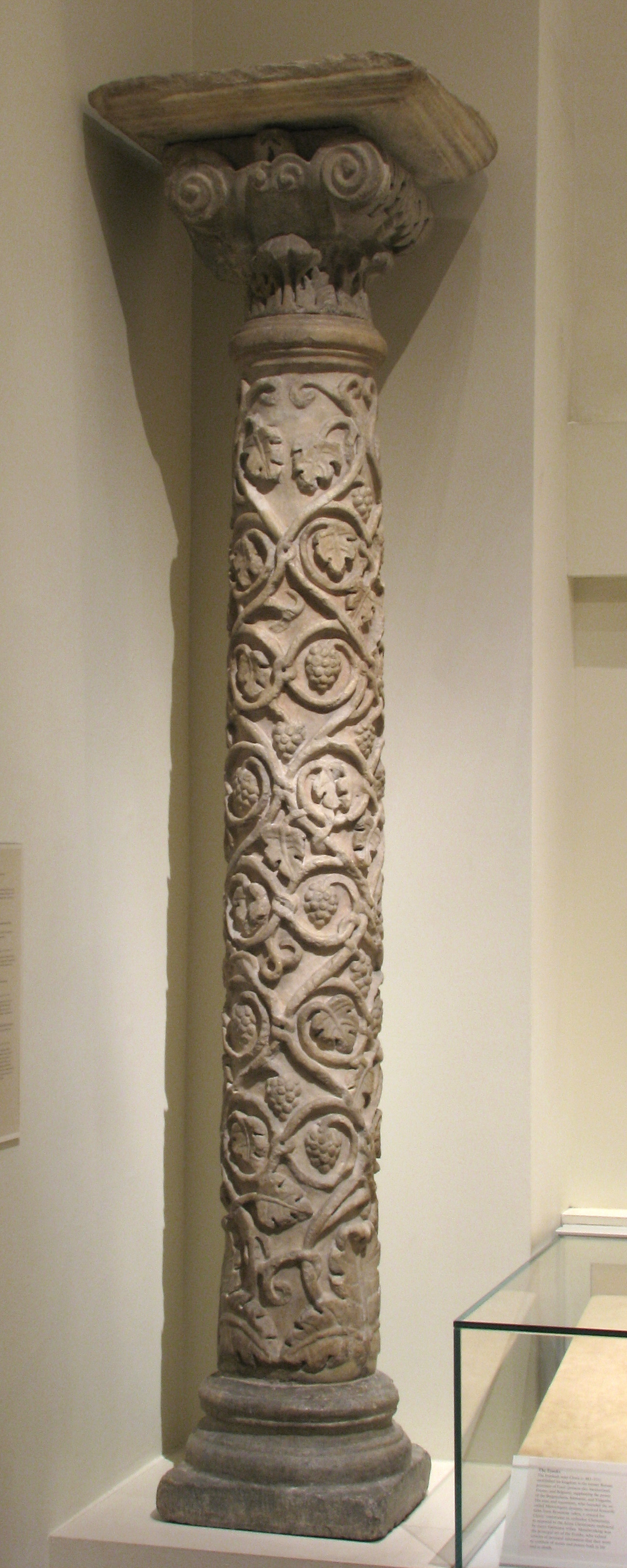
Colonne de l'église de la Daurade (Metropolitan Museum of Art).

C'est d'ailleurs à l'est du palais que s'élève le lieu de culte – la « chapelle palatine » – que fréquentent les rois wisigoths, chrétiens ariens, l'église de la Daurade. Il s'agit d'un vaste édifice, qui adopte la forme originale d'un décagone irrégulier, large de 14 mètres de diamètre et haut de 13 mètres. Il est couvert d'une vaste coupole
À l'intérieur, le décor exceptionnel se déploie sur trois niveaux. Les niches, séparées par des colonnes, sont mises en valeur par des mosaïques dorées de style byzantin, représentant des personnages de l'Ancien et du Nouveau Testament – certaines des figures étant associer pour évoquer des épisodes de la Bible, tels que les trois Hébreux dans la fournaise, le massacre des Innocents, la présentation des Mages à Hérode, la crèche et l'adoration des Mages. Le décor est également relevé par des représentations animales, telles que des perroquets. Les colonnes à pampre et leurs chapiteaux ionicisants sont peut-être des éléments remployés du proscenium du théâtre de la ville, abandonné dès le début du Ve siècle. Les colonnes à cannelures torses aux chapiteaux composites proviennent du nymphée, remanié et embelli à la fin du IIe siècle, tout comme les colonnes de marbre jaspé à cannelures torses aux chapiteaux composites, réalisées lorsque le nymphée est transformé en église au milieu du Ve siècle.

#### Le quartier funéraire
Au nord du rempart, à une centaine de mètres de celui-ci, mais non loin du palais royal, se trouve un autre lieu de culte important, l'église Saint-Pierre. Il s'agit d'une basilique funéraire, probablement élevée à l'extrême fin du IVe ou au début du Ve siècle. Elle est bâtie avec des pierres et des briques de remploi. Elle possède une nef unique de 16 mètres de long et de 6,30 mètres de large, précédée d'un porche. Elle est aussi flanquée de bâtiments annexes sur les côtés nord et sud. Les sépultures sont soit en bâtière, soit en fosse – parfois maçonnée –, soit en amphore.
Plus au nord se trouve une vaste construction (emplacement de l'actuelle École d'économie de Toulouse, no 1 place de l'Université), un portique, large de 50 mètres. L'hypothèse est faite d'un édifice funéraire ou un mausolée, entouré d'une galerie, peut-être un lieu de sépulture pour la famille royale.

## La vie économique

### Un carrefour commercial
Le commerce lointain se maintient en partie au cours de la période wisigothique. Les échanges avec le monde méditerranéen sont encore vigoureux et le goût des élites toulousaines du Ve siècle est dans la continuité de l'aristocratie du Bas-Empire. Ainsi, le commerce des amphores africaines, transportant de l'huile d'olive, des saumures de poisson et du vin, se poursuit. Il existe également, quoique de façon plus réduite, des échanges avec l'Asie mineure et la Syrie-Palestine : ainsi, le vin de Gaza – un vin blanc doux – est particulièrement apprécié à Toulouse.
Enfin, Toulouse reste aussi un centre de redistribution des productions locales, particulièrement la céramique, les sarcophages et la boucherie.

### L'artisanat toulousain

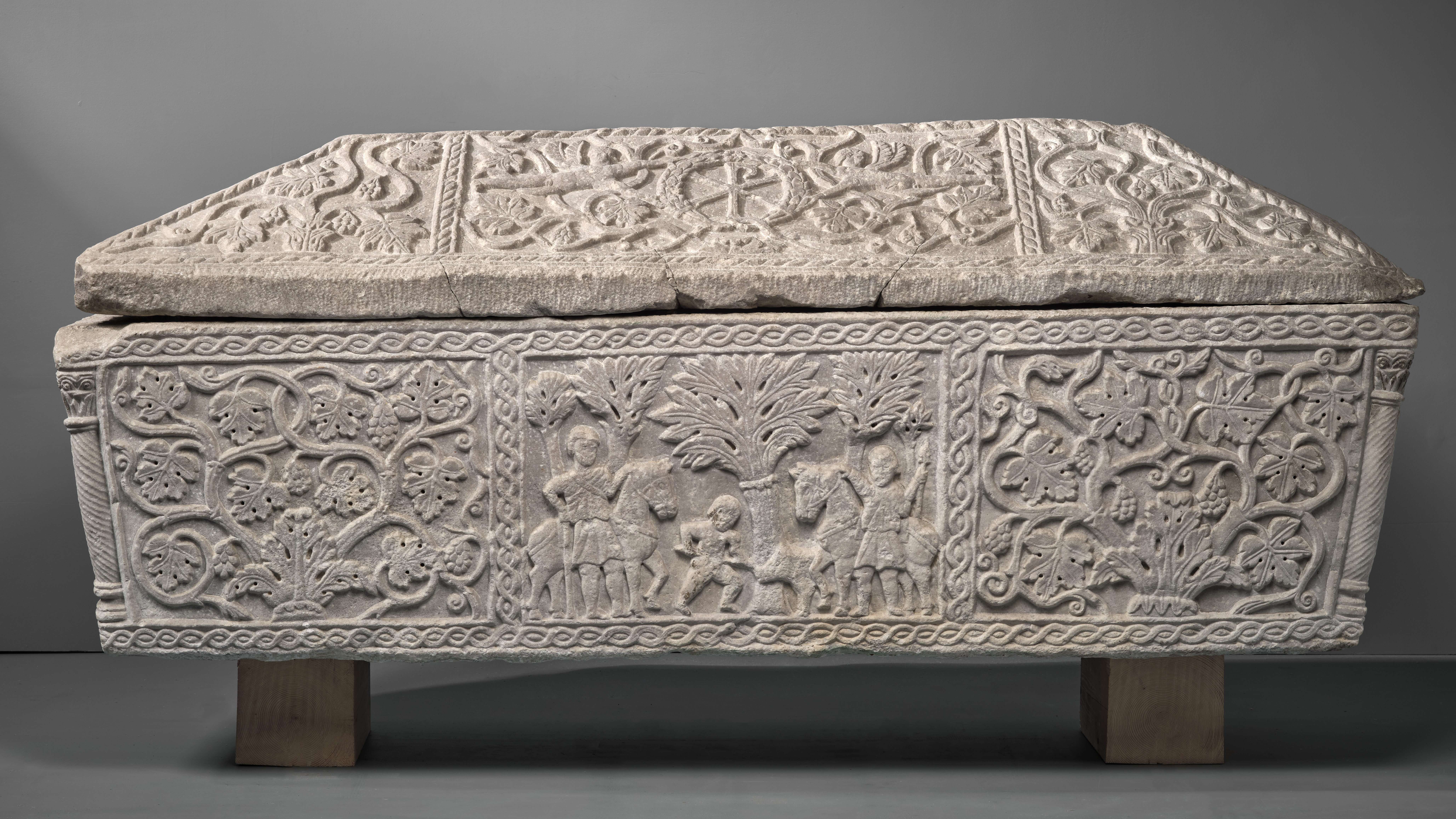
Sarcophage dit « de la Chasse de Méléagre » (musée Saint-Raymond).

La production de céramique reste un secteur primordial de l'activité économique toulousaine. Elle s'oriente en particulier, entre la fin du IVe et le Ve siècle, vers la production de sigillée claire luisante. Au début du Ve siècle, la céramique commune grise est aussi plus fréquente, palliant la fin des importations de sigillée claire africaine. Les formes de céramique ont, dans tous les cas, tendance à s'appauvrir.
Les sarcophages dits « d'Aquitaine », particulièrement nombreux à Toulouse, semblent bien y avoir été fabriqués – du moins la ville joue-t-elle un rôle central dans leur diffusion et leur commercialisation. Ils utilisent le marbre des Pyrénées, en particulier celui de Saint-Béat.

### La monnaie
Les Wisigoths de Toulouse utilisent les monnaies romaines, généralement anciennes puisque frappées au siècle précédent. Elles sont pour la plupart originaires des ateliers impériaux, particulièrement ceux d'Arles, de Lyon et de Trêves. Il s'agit généralement de monnaies de bronze, le monnayage d'argent et le monnayage d'or paraissant avoir fortement reculé durant cette période.

## La question religieuse

### L'arianisme des Wisigoths
Les Wisigoths, convertis progressivement à partir du milieu du IVe siècle, en particulier sous l'influence de Wulfila, un évêque arien d'origine gothe, et adhèrent majoritairement à l'arianisme. Les partisans de cette forme de christianisme sont partisans de l'unicité absolue de Dieu, distinguant les personnes du Père – seul Dieu – et du Fils – Jésus, à qui est refusé la nature divine. La forme d'arianisme qui est professée par Wulfila considère le Fils comme semblable (ὅμοιος, omoios en grec) au Père, mais de nature différente, et donc subordonnée et inférieure. Enfin, le Saint-Esprit est aussi créé et soumis au Père et au Fils.

### La coexistence des ariens et des nicéens à Toulouse
L'installation des Wisigoths à Toulouse fait émerger une situation inédite : la coexistence d'une population gallo-romaine majoritaire et nicéenne, et d'une population wisigothique minoritaire et arienne. En 381, à la suite du concile de Constantinople, l'empereur romain Théodose Ier avait interdit la pratique de l'arianisme à tous les citoyens de l'Empire. En tout état de cause, cette interdiction ne s'applique pas aux Wisigoths, qui ne sont pas citoyens, mais des hospites de l'empire. En 386, déjà, l'impératrice Justine, mère de l'empereur Valentinien II, avait fait rendre un édit, à Milan, autorisant pour eux la profession de foi du concile de Rimini de 359, favorable à l'arianisme.
La situation toulousaine est donc probablement celle d'une coexistence et il n'existe pas de législation spécifique interdisant la fréquentation des ariens et des nicéens. La question religieuse sépare les deux populations wisigothique et gallo-romaine dans la mesure où les mariages sont impossibles : l'interdiction, promulguée par l'empereur Théodose Ier, est confirmée reprise par la législation des rois wisigoths Euric et Alaric II. La seule exception est le mariage, à Narbonne, le 1er janvier 414, du roi wisigoth Athaulf et de Galla Placidia, fille de Théodose et sœur d'Honorius, que les Wisigoths tiennent comme otage depuis le sac de Rome en 410. Encore est-elle rendue à sa famille, à la suite de la mort d'Athaulf et d'un accord avec l'empereur Honorius en 416. Les rois wisigoths n'hésitent également pas à s'entourer d'évêques. Ainsi, l'évêque d'Auch, Orens, et l'évêque de Saintes, Vivien, fréquentent-ils le palais de Théodoric Ier. Ce dernier a même recours aux évêques dans ses relations avec l'autorité impériale : en 439, lorsque le général romain Litorius met le siège devant Toulouse (en), Théodoric Ier fait appel à Orens, ainsi qu'à d'autres évêques, pour tenter une médiation avant le combat.

### La politisation des crispations religieuses

Les évêchés anti-ariens à la fin du Ve siècle et le concile d'Agde en 506.

La question religieuse, qui ne semble donc pas intervenir dans les choix politiques, se pose différemment à partir du règne d'Euric. Il est en effet décrit par Sidoine Apollinaire, évêque de Clermont, comme un arien fanatique qui combat le catholicisme nicéen et ses représentants. Effectivement, lorsque, en 471, Euric, à la demande du pouvoir impérial, combat les Bretons, plaçant dans le même temps l'ensemble des cités  de l'Aquitaine première sous son autorité, il se montre hostile aux évêques locaux, refusant de remplacer ceux qui sont décédés, en exilant d'autres, comme Crocus de Nîmes et Simplicius de Bourges. Cependant, les motifs semblent politiques plus que religieux : Crocus et Simplicius avaient résisté à la prise de leur cité par les Wisigoths. En 475, Sidoine Apollinaire, exilé à Livia, avait montré lui aussi son hostilité pour Euric et sa sympathie pour les Burgondes. En fin de compte, alors que l'empire romain d'Occident s'effondre, Euric, qui cherche à agrandir le territoire sur lequel peut s'exercer son autorité, se méfie des évêques qui pourraient faire appel aux rois francs ou burgondes.
C'est la politique que suit également Alaric II. En 503, il exile l'évêque d'Arles, Césaire, suspect de se rapprocher des Burgondes : il est envoyé pour deux ans à Bordeaux et s'installe chez Cyprien, l'évêque de cette ville. De même, les évêques de Tours Volusien et Verus sont exilés – le premier à Toulouse, le second à Narbonne – en raison de leur sympathie pour Clovis, le roi des Francs. En 506, Alaric II autorise même Césaire à convoquer un concile à Agde, réunissant les évêques des cinq provinces ecclésiastiques gauloises de son royaume, ainsi que l'évêque de Tours. À la fin du concile, le roi annonce, pour l'année suivante, d'un concile à Toulouse, réunissant cette fois tous les évêques de son royaume, gaulois et espagnols : la bataille de Vouillé, la mort d'Alaric II et la conquête de Toulouse par les Francs en empêche la tenue.

## La culture latine
Toulouse, capitale du royaume wisigoth, fournit à l'administration wisigothique ses cadres et ses conseillers. Il semble même exister une véritable intrication entre l'administration wisigothique et l'administration impériale.
Elle reste aussi un important centre de diffusion de la culture latine. En effet, la culture latine classique gardent un niveau et un dynamisme réel au sein des familles aristocratiques méridionales.
La population wisigothique elle-même est fortement imprégnée de culture latine ː cette acquisition s'est produite au fil des contacts de la population wisigothique avec la masse des citoyens de l'Empiren restée latinophone en Occident. Ainsi, au milieu du Ve siècle, le jeune Théodoric II reçoit des leçons de littérature latine par un grammaticus toulousain et parle couramment latin. De même, à la cour d'Euric, l'aristocratie wisigothique comme les élites gallo-romaines sont bilingues, parlant le gothique et le latin. En 475, un épisode illustre l'excellente maîtrise du latin par Euric : lors d'une ambassade de l'empereur romain Julius Nepos menée par l'évêque de Pavie, Épiphane, le roi wisigoth répond en gothique, tout en commentant de façon savante le discours tenu en latin par Épiphane,.

## L'héritage wisigoth à Toulouse

### Un héritage oublié?
L’histoire et l’archéologie du royaume wisigoth de Toulouse n'ont pas bénéficié, depuis le XVIIe siècle, du même engouement que les études portant sur les Mérovingiens et les premiers royaumes francs. Au cours du XIXe siècle, les Wisigoths n'ont pas été intégrés à l'entreprise de construction d'une histoire nationale – le « roman national ». Même le développement de l’archéologie, à la fin du XIXe siècle n'a pas permis de réévaluer positivement le rôle joué par les Wisigoths, d'une part à cause du problème de caractérisation du mobilier wisigoth, d'autre part à cause de la disparition de leur royaume au début du VIe siècle.